# Leishmània
Les leishmànies (Leishmania) són un gènere de protozous tripanosomàtids paràsit, responsables de malalties coneguda com a leishmaniosi. El principal vector d'infecció són els flebòtoms; les seves víctimes solen ser els animals vertebrats. La leishmaniosi afecta a marsupials, cànids, rosegadors i primats. S'estima que uns 12 milions de persones pateixen leishmaniosi avui dia.

## Morfologia
- Promastigot: De forma allargada amb un flagel a la part posterior. Es troba en l'intestí dels vertebrats (vector.[2] Madura a amastigot.

- Amastigot: De forma esfèrica amb un flagel curt que no surt de la bossa flagel·lar. Es reprodueix dins dels macròfags i de les cèl·lules reticuloendotelials de l'hoste.

## Cicle vital

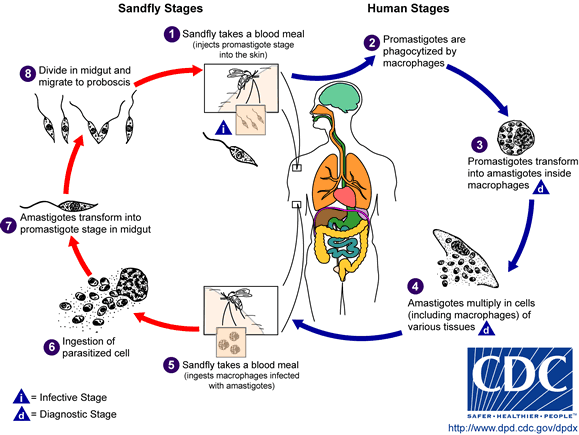
Cicle vital típic de Leishmania.

- A l'ésser humà: La leishmaniasis és transmesa per la picada d'un insecte hematòfeg. L'insecte injecta a la sang la forma infecciosa, els promastigots (1), d'entre 10 a 100 per picada, aquests són fagocitats pels macròfags (2), transformant-se en amastigots (3). Aquests es multipliquen en les cèl·lules infectades i afecten a diferents teixits, depenent en part de l'espècie del leishmania (4). Originant així les manifestacions clíniques de la leishmaniasis.
- A l'insecte: L'insecte s'infecta en xuclar sang amb macròfags infectats pels amastigots (5,6). A l'intestí de l'insecte, els paràsits es diferencien en promastigots (7), que es multipliquen i migren a la probòscide (8). Si l'insecte realitza una altra picadura, els promastigots passen a la sang de l'hoste (1), completant així el cicle.

## Malalties
Hi ha diverses malalties provocades per leishmània, entre les més comunes hi ha:
- Kala-azar: Produïda per Leishmània donovani. Es tracta d'una leishmaniosi visceral. Ataca al sistema immunitari, disminuint el nombre de cèl·lules que combaten les infeccions.
- Boto d'orient: Produïda per Leishmània tròpica. És una leishmaniosi cutània, provoca lesions cutànies ulcerades.
- Úlcera del chiclers: Produïda per Leishmània mexicana. Provoca úlceres cutànies.
- Espudia: Produïda per Leishmània braziliensis. És una leishmaniosi mucosa cutània, provoca úlceres en el nas i la boca.